# Taurolema nigropilosa
Taurolema nigropilosa là một loài bọ cánh cứng trong họ Cerambycidae.